# Radzima.org
Radzima.org («біл. Радзіма майго духу» або «біл. Збор помнікаў зямлі беларускай») — білоруський краєзнавчий сайт, створений 2002 року. Ідея та розробка належать Віктору Калиновському і Костянтину Шастовському.
Географія проєкту охоплює Берестейщину, Гродненщину, Вітебщину, Могильовщину, Гомельщину, Мінщину, Смоленщину, Брянщину, Віленщину, Підляшшя. Ресурс має чотири мовні версії — білоруську, англійську, польську та російську.
Проєкт реалізує можливість централізації, систематизації та своєчасного оновлення краєзнавчої інформації та являє собою довідник краєзнавчих знань. На сайті багато оригінального фотоматеріалу, історичних відомостей про регіони й місця колишнього Великого Князівства Литовського. Проєкт включає як інформацію про існуючі історико-архітектурні цінності, так і відомості про втрачену спадщину.
Кожен відвідувач може стати автором і надіслати свій матеріал, який буде переглянутий і опубліковано.

## Цілі
- Розробка і позиціонування централізованого ресурсу історико-культурного та краєзнавчого спрямування;
- створення єдиного каталогу — сервісу передачі й збереження авторських розробок в галузі краєзнавства;
- систематизація, класифікація і передача інформації про пам'ятки історії та культури Білорусі, Литви, Польщі;
- передача знань, створення інтернет-енциклопедії, як один із засобів дистанційної освіти.